# Подгорб
Подгорб (укр. Підгорб) — село в Баранинской сельской общине Ужгородского района Закарпатской области Украины.
Население по переписи 2001 года составляло 406 человек. Почтовый индекс — 89425. Телефонный код — . Занимает площадь 0,009 км².